# 22 de abril
El 22 de abril es el 112.º (centésimo duodécimo) día del año del calendario gregoriano y el 113.º en los años bisiestos. Quedan 253 días para finalizar el año.

## Acontecimientos
- 238: durante el año de los seis emperadores, el Senado romano prohíbe al emperador Maximino el Tracio por sus proscripciones sanguinarias en Roma y nomina a dos de sus miembros, Pupieno y Balbino, al trono.
- 1281: en la actual España, tropas combinadas de los Banu Ashqilula, del sultán mariní Abu Yusuf y del rey Alfonso X de Castilla atacan el Reino de Granada.
- 1418: en la actual Suiza, finaliza el Concilio de Constanza (sínodo de obispos cristianos).
- 1500: en América del Sur, el navegante portugués Pedro Álvares Cabral es el primer europeo que llega a las costas del actual Brasil.
- 1509: en Londres, Enrique VIII asciende al trono de Inglaterra tras la muerte de su padre.
- 1519: en México, el conquistador español Hernán Cortés desembarca cerca del actual puerto de Veracruz.
- 1529: el Imperio español y el Imperio portugués se dividen el continente americano mediante el Tratado de Zaragoza, que traza una línea imaginaria 17 grados al este de las islas Molucas.
- 1622: en la isla de Cuba (antes isla Juana) se produce el primer gran incendio de la villa de La Habana, que destruye 16 casas.
- 1622: la captura de Ormuz por la Compañía de las Indias Orientales pone fin al control portugués de la isla de Ormuz.
- 1779: en el sur del Virreinato del Río de la Plata (actual Argentina), el navegante español Francisco de Viedma y Narváez funda las aldeas de Viedma y Carmen de Patagones.
- 1782: de La Habana (Imperio español) zarpa una expedición comandada por Francisco de Miranda y el general Juan Manuel Cagigal, que ocupan las islas Bahamas (las cuales se encontraban en poder del Imperio británico).
- 1806: en un hotel de Rennes (Francia), se encuentra el cuerpo apuñalado del vicealmirante de la Marina Francesa Pierre de Villeneuve, que regresaba a París para dar explicaciones por su desastrosa derrota en la Batalla de Trafalgar (1805).
- 1810: en España, en el contexto de la Invasión francesa, la villa de Astorga se rinde ante las tropas napoleónicas tras un largo asedio.
- 1819: en la isla de Cuba se funda la aldea de Cienfuegos.
- 1829: a unos 30 km al oeste de la ciudad de Córdoba (Argentina), el general José María Paz derrota a Juan Bautista Bustos en la batalla de San Roque.
- 1855: en España, la reina Isabel II firma una ley por la que decreta la creación de la primera red electrotelegráfica española.
- 1857: en Perú, durante el Gobierno del mariscal Ramón Castilla, la Convención Nacional ―presidida por el abogado cajamarquino José Gálvez Egúsquiza― promueve al puerto del Callao al rango de provincia constitucional.
- 1864: en la Unión Venezolana, la región de Zulia se convierte en el 12.º estado.
- 1868: En Santiago de Cuba se funda el cementerio Santa Ifigenia.
- 1892: en la provincia de La Pampa (en Argentina), Tomás Mason funda la villa de Santa Rosa.
- 1898: en La Habana (Cuba), veinte buques estadounidenses bloquean la bahía, primer acto de guerra de Estados Unidos contra España.
- 1898: al sur de la villa de Camagüey (Cuba), las tropas mambisas ocupan el poblado de Guayabal, e incendian sus dos fuertes.
- 1903: En Cuba, el Concejo de la ciudad de Puerto Príncipe oficializa el cambio de nombre por Camagüey.
- 1915: en la Segunda batalla de Ypres (Bélgica), el ejército alemán ―en el marco de la Primera Guerra Mundial (1914-1918)― utiliza gas venenoso (dicloro) por primera vez en la Historia humana. Causan 20 000 bajas, 5000 de ellas fatales.
- 1917: en Colonia del Sacramento (Uruguay), por impulso de Alberto Suppici se funda el Club Plaza Colonia, apodado «Patablanca», «Albiverde» y «Gigante del Interior».
- 1923: en Madrid (España), el rey Alfonso XIII otorga a la villa de Pozoblanco el título de ciudad.
- 1925: Karl Wilhelm Reinmuth descubre el asteroide Amazone (1042).
- 1931: en Madrid (España) se inaugura el Aeropuerto de Barajas.
- 1952: en el área 7 del sitio de pruebas nucleares de Nevada (a unos 100 km al noroeste de la ciudad de Las Vegas), Estados Unidos detona la bomba atómica Charlie, de 31 kilotones, dejándola caer desde un avión. Es la bomba n.º 23 de las 1132 que Estados Unidos detonó entre 1945 y 1992. Durante la explosión, unos 7350 soldados que participan del ejercicio militar Desert Rock IV harán entrenamiento de manera no voluntaria y quedarán expuestos exprofeso a la radiación.
- 1965: en un pozo artificial a 141 metros bajo tierra, en el área U9bg del Sitio de pruebas atómicas de Nevada, a las 5:39 (hora local) Estados Unidos detona su bomba atómica n.º 414, Chenille, de 1 kilotón. (En comparación, la bomba atómica utilizada en Hiroshima el 6 de agosto de 1945 que fue de 13 kilotones).
- 1970: se celebra el primer Día de la Tierra.
- 1972: en La Habana se inaugura el Parque Lenin, con 745 hectáreas.
- 1976: en la embajada cubana en Lisboa (Portugal), el terrorista Luis Posada Carriles perpetra un atentado con bomba.[1] Mueren los dos funcionarios cubanos ―Adriana Corcho y Efrén Monteagudo― que la descubrieron.
- 1978: en París (Francia), la canción A-ba-ni-bi de Izhar Cohen & The Alpha-Beta gana por Israel la XXIII Edición de Eurovisión.
- 1985: en Argentina, el presidente Raúl Alfonsín comienza el Juicio a las Juntas contra los miembros militares de la dictadura cívico-militar (1976-1983), en un hecho histórico para la humanidad. A pesar de que los expresidentes resultarán condenados, en 1990 el presidente Carlos Saúl Menem los amnistiará (aunque en 2003 el presidente Néstor Kirchner anulará esa amnistía y los encarcelará de por vida).
- 1991: en Costa Rica sucede el Terremoto de Limón, de 7,6 grados en la escala de Richter, que sacude la ciudad de Puerto Limón y genera daños en carreteras y líneas férreas. Mueren 50 personas.
- 1991: en Arizona (Estados Unidos) fracasa el millonario proyecto Biosfera 2, construido como ecosistema autosuficiente.
- 1991: en Estados Unidos, la empresa Intel lanza al mercado el microprocesador 486 SX.
- 1992: en la ciudad de Guadalajara (Jalisco, México), un derrame de combustible en un drenaje genera violentas explosiones, que destrozan 15 km de calles, y dejan un saldo de entre 230 y 700 muertos, y entre 800 y 1800 heridos.
- 1993: en los Estados Unidos se crea la versión 1.0 del navegador de internet Mosaic.
- 1997: en Lima (Perú), el ejército asalta la embajada de Japón, tomada con rehenes por un grupo del MRTA (Movimiento Revolucionario Túpac Amaru).
- 2000: en Miami (Estados Unidos), el niño Elián González es sacado por la fuerza por agentes federales de la casa de sus familiares, donde se encontraba tras su rescate en las costas de Florida.
- 2000: Comienza protesta en el territorio alemán por la participación de ese país en la guerra de Yugoslavia.
- 2002: en París (Francia), hace su última aparición sobre una pasarela el diseñador de modas francés Ives Saint Laurent.
- 2003: en España se estrena la telenovela Los Serrano.
- 2004: en Ryongchon (Corea del Norte) chocan dos trenes cargados de combustible, dejando más de 150 muertos y 1300 heridos.
- 2006: el presidente de Irak Yalal Talabani propone formalmente la candidatura de Nuri al Maliki al cargo de primer ministro del país; el Consejo de Representantes debe aprobar o rechazar la candidatura.
- 2007: en el autódromo de Comodoro Rivadavia (Argentina) fallece el piloto de Turismo Carretera Guillermo Castellanos. Esta será la última carrera con acompañante.
- 2010: en el Golfo de México, frente a las costas de Estados Unidos, se hunde el Deepwater Horizon, de la empresa British Petroleum, y produce un derrame de petróleo.
- 2012: Corea del Norte amenaza con la destrucción de importantes objetivos de su vecino país Corea del Sur, mediante una actividad especial que «empezaría en poco tiempo y duraría tres o cuatro minutos».[2]

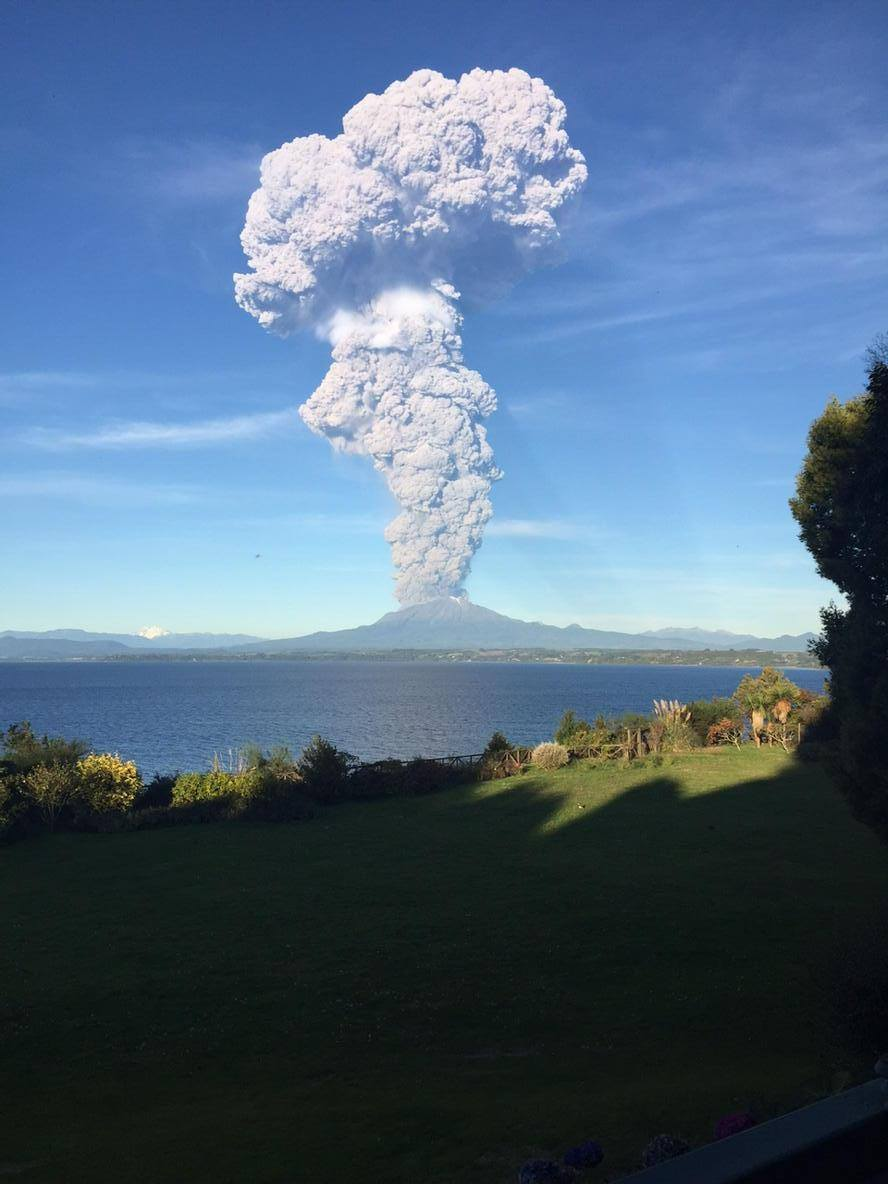
Erupción del volcán Calbuco (Chile) del 22 de abril de 2015.

- 2015: tras permanecer 43 años inactivo, en Chile entra en erupción el volcán Calbuco a las 18:11 hora local (UTC-3), produciendo 2 pulsos eruptivos (el segundo de ellos, el día siguiente) con penachos de ceniza de unos 10 kilómetros de altura. 4433 personas debieron ser evacuadas en un radio de 20 kilómetros (lago Chapo y valle del río Blanco), luego de que la ONEMI decretara una alerta roja.
- 2019: un terremoto de 6,1 grados sacude Filipinas causando 18 muertos y 256 heridos.
- 2022: en México inician olas masivas de protestas para exigir justicia por la muerte de Debanhi Escobar, desaparecida en el estado mexicano de Nuevo León, luego de 13 exhaustivos días en su búsqueda.

## Nacimientos
- 596: Kotoku, emperador japonés (f. 654).
- 1180: Sancha de Portugal, aristócrata portuguesa (f. 1229).
- 1451: Isabel I de Castilla, reina castellana (f. 1504).
- 1518: Antonio de Borbón, aristócrata francés (f. 1562).
- 1592: Wilhelm Schickard, matemático alemán, creador de la primera máquina de calcular (f. 1635).
- 1610: Alejandro VIII, papa veneciano (f. 1691).
- 1640: Mariana Alcoforado, religiosa portuguesa (f. 1723).
- 1658: Giuseppe Torelli, compositor y violinista italiano (f. 1709).
- 1692: James Stirling, matemático escocés (f. 1770).
- 1707: Henry Fielding, novelista y dramaturgo británico (f. 1754).
- 1724: Immanuel Kant, filósofo alemán (f. 1804).
- 1754: José Pavón, botánico español (f. 1840).
- 1758: Francisco Javier Castaños, militar y político español (f. 1852).
- 1766: Madame de Staël, escritora francesa (f. 1817).
- 1781: José Madrazo, pintor y grabador español (f. 1859).
- 1789: Manuel Gómez Pedraza, presidente mexicano (f. 1851).
- 1791: Mariano Quirós, militar español (f. 1859).
- 1799: Jean Léonard Marie Poiseuille, médico fisiólogo francés (f. 1869).
- 1805: Eugène Devéria, pintor francés (f. 1865).
- 1815: Wilhelm Peters, naturalista y explorador alemán (f. 1883).
- 1834: Gaston Planté, científico francés (f. 1889).
- 1840: Odilón Redón, pintor francés (f. 1916).
- 1847: Vladímir Aleksándrovich, aristócrata ruso (f. 1909).
- 1852: Guillermo IV, aristócrata luxemburgués (f. 1912).
- 1854: Henri La Fontaine, político belga, premio nobel de la paz en 1913 (f. 1943).
- 1856: José Joaquín Sánchez, general independentista cubano (f. 1939).
- 1859: Friedrich Marx, filólogo alemán (f. 1941).
- 1866: Hans von Seeckt, oficial alemán (f. 1936).
- 1868: María Valeria de Austria, aristócrata austríaca (f. 1924).
- 1870: Lenin (Vladímir Ilich Uliánov), dirigente comunista soviético (f. 1924).
- 1872: Margarita de Prusia, aristócrata alemana (f. 1954).
- 1876: Robert Barany, médico austríaco de origen judío húngaro, premio nobel de medicina en 1914 (f. 1936).
- 1881: Aleksandr Kérenski, político soviético (f. 1970).
- 1884: Otto Rank, psicoanalista austríaco (f. 1939).
- 1889: Richard Glücks, general alemán (f. 1945).
- 1891: Belle Bennett, actriz estadounidense (f. 1932).
- 1891: Ferdinando Nicola Sacco, inmigrante anarquista italiano, ejecutado en los Estados Unidos (f. 1927).
- 1899: Vladímir Nabokov, escritor ruso (f. 1977).
- 1902: Raquel Forner, pintora argentina (f. 1988).
- 1904: Robert Oppenheimer, físico estadounidense (f. 1967).
- 1904: María Zambrano, filósofa y ensayista española (f. 1991).
- 1906: Gustavo Adolfo, aristócrata sueco (f. 1947).
- 1908: Juan José López Ibor, psicólogo español (n. 1991).
- 1909: Rita Levi-Montalcini, neuróloga italiana, premio nobel de medicina en 1986 (f. 2012).
- 1909: Indro Montanelli, escritor y periodista italiano (f. 2001).
- 1911: Huseyn Aliyev, pintor soviético-azerbaiyano, Artista del Pueblo de la República Socialista de Azerbaiyán (f. 1991).
- 1912: Kathleen Ferrier, cantante británica (f. 1953).
- 1912: Kaneto Shindō, cineasta japonés (f. 2012).
- 1912: Michael Wittmann, militar alemán (f. 1944).
- 1914: José Quiñones Gonzales, aviador militar peruano (f. 1941).
- 1915: José María Arizmendiarrieta, sacerdote vasco (f. 1976).
- 1916: Yehudi Menuhin, violinista, director de orquesta y músico británico-estadounidense de origen ruso (f. 1999).
- 1919: Donald James Cram, químico estadounidense, premio nobel de química en 1987 (f. 2001).
- 1920: Peter Flinsch, escultor alemán (f. 2010).
- 1921: Venancio Pérez, futbolista español (f. 1994).
- 1921: Cándido Camero, percusionista de música cubana y jazz afrocubano (f. 2020).
- 1922: Emilio Alarcos Llorach, filólogo español (f. 1998).
- 1922: Charles Mingus, músico estadounidense de jazz (f. 1979).
- 1923: Bettie Page, modelo estadounidense (f. 2008).
- 1923: Aaron Spelling, productor estadounidense de series de televisión (f. 2006).
- 1925: Luis Posada Mendoza, actor de doblaje español (f.1992).
- 1926: James Stirling, arquitecto británico (f. 1992).
- 1926: Charlotte Rae, actriz y cantante estadounidense (f. 2018).
- 1927: Laurel Aitken (Lorenzo Aitken), cantante jamaicano de ska, de origen cubano (f. 2005).
- 1927: Pascal Bentoiu, compositor y musicólogo rumano (f. 2016).
- 1928: Estelle Harris, actriz estadounidense (f. 2022).
- 1929: Guillermo Cabrera Infante, escritor cubano (f. 2005).
- 1935: Lucho Barrios, cantante de boleros peruano (f. 2010).
- 1935: Fiorenza Cossotto, mezzosoprano italiana.
- 1935: Paul Chambers, contrabajista estadounidense de jazz (f. 1969).
- 1936: Glen Campbell, cantante estadounidense. (f. 2017)
- 1937: Manolo Juárez, pianista, compositor y catedrático argentino. (f. 2020)
- 1937: Jack Nicholson, actor estadounidense.
- 1938: Issey Miyake, diseñador japonés. (f. 2022)
- 1939: Jason Miller, actor estadounidense. (f. 2001)
- 1943: Louise Glück, poetisa estadounidense.
- 1944: Steve Fossett, aventurero y millonario estadounidense (f. 2007).
- 1946: John Waters, cineasta estadounidense.
- 1948: Liliana Herrero, cantante argentina de folklore y profesora universitaria de filosofía.
- 1950: Peter Frampton, músico británico.
- 1951: Paul Carrack, músico británico de la banda Roxy Music.
- 1951: José Fernando Castro Caycedo, diputado y político colombiano (f. 2008).
- 1951: Ana María Shúa, escritora argentina.
- 1951: Yuca, actor cómico e imitador peruano.
- 1953: Javier Vidal Pradas, actor, periodista, dramaturgo, profesor universitario y director teatral venezolano.
- 1957: Donald Tusk, primer ministro polaco.
- 1958: Jorge Aravena, futbolista y entrenador chileno.
- 1959: Rufi Etxeberria, político español.
- 1959: Alan Pauls, escritor argentino.
- 1959: Ryan Stiles, actor estadounidense-canadiense.
- 1960: José Antonio Abellán, periodista español.
- 1960: Emmanuele A. Jannini, terapeuta sexual, médico y profesor italiano.
- 1964: Javier Méndez, jugador cubano de béisbol.
- 1966: Fletcher Dragge, guitarrista estadounidense, de la banda Pennywise.
- 1966: Mariana Levy, actriz mexicana (f. 2005).
- 1966: Jeffrey Dean Morgan, actor estadounidense.
- 1966:Joseph Odermatt,Papa de la iglesia Palmariana
- 1967: Sheryl Lee, actriz estadounidense.
- 1968: Fernando Cayo, actor español.
- 1970: Regine Velásquez, cantante y actriz filipina.
- 1971: Anwar al-Awlaki, clérigo y activista musulmán (f. 2011).
- 1971: Ricardo Arreola, músico y compositor mexicano, bajista de la banda Belanova.
- 1972: Sergio Catalán Rochin, actor mexicano.
- 1974: Shavo Odadjian, bajista estadounidense de origen armenio, de la banda System of a Down.
- 1974: Ken'ichi Uemura, futbolista japonés.
- 1975: Greg Moore, piloto de coches de carreras (f. 1999).
- 1975: Carlos Sastre, ciclista español.
- 1975: Nan Ribera, futbolista español.
- 1976: Moisés Arizmendi, actor mexicano.
- 1976: Marcello Motta, cantautor peruano.
- 1976: Michał Żewłakow, futbolista polaco.
- 1976: Marcin Żewłakow, futbolista polaco.
- 1976: Shinya Mitsuoka, futbolista japonés.
- 1977: Mark van Bommel, futbolista neerlandés.
- 1977: Tomoji Eguchi, futbolista japonés.
- 1977: Christina Dieckmann, actriz, modelo y exreina de belleza venezolana.
- 1977: Rosario García Saco, política española.
- 1977: Marco de Paula, actor español.
- 1978: Esteban Tuero, piloto de automovilismo argentino.
- 1978: Jagoba Arrasate, futbolista y entrenador español.
- 1978: Hayrulla Karimov, futbolista uzbeko.
- 1979: Daniel Johns, músico australiano de la banda Silverchair.
- 1980: Carlos Enrique Hernández, beisbolista venezolano.
- 1980: Igor Budan, futbolista croata.

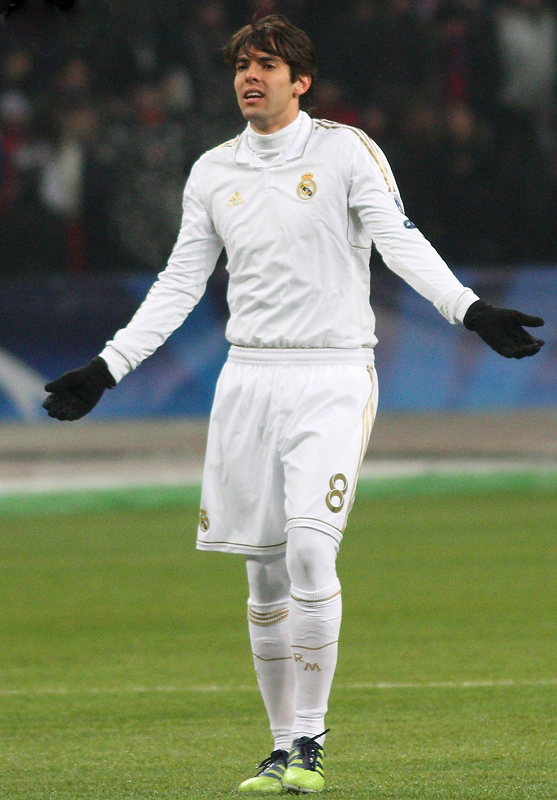
Kaká

- Kaká1981: Marta Larralde, actriz española.
- 1981: Lucas Velázquez, actor colombiano.
- 1982: Kaká, futbolista brasileño.
- 1982: Jorge Molina, futbolista español.
- 1983: Jos Hooiveld, futbolista neerlandés.
- 1983: Evangelos Mantzios, futbolista griego.
- 1983: César Soriano Ferrero, futbolista español.
- 1983: Jean Marie Sylla, futbolista (centrocampista) guineano expatriado en Grecia y en Francia (f. 2025 por la ELA).
- 1984: Benjamín Amadeo, actor argentino.
- 1984: Hamad Rakea Al-Anezi, futbolista bareiní.
- 1984: Yukihiro Yamase, futbolista japonés.
- 1985: Danny Cepero, futbolista estadounidense.
- 1985: Diana Hoyos, actriz y cantante colombiana.
- 1986: Víktor Faizulin, futbolista ruso.
- 1986: Amber Heard, actriz estadounidense.
- 1986: Antonio Ghomsi, futbolista camerunés.
- 1986: Koji Hashimoto, futbolista japonés.
- 1987: David Luiz, futbolista brasileño.
- 1987: David Mateos, futbolista español.
- 1987: John Obi Mikel, futbolista nigeriano.
- 1988: Pedro Miguel Martins Santos, futbolista portugués.
- 1988: Ezechiel N'Douassel, futbolista chadiano.
- 1989: Jasper Cillessen, futbolista neerlandés.
- 1989: Maikel van der Werff, futbolista neerlandés.
- 1989: Aron Gunnarsson, futbolista islandés.
- 1989: Jun Suzuki, futbolista japonés.
- 1989: Hiroaki Kamijo, futbolista japonés.
- 1990: Machine Gun Kelly, cantante estadounidense.
- 1990: Carlos Delgado Rodríguez, futbolista español.
- 1991: Alejandro Chumacero, futbolista boliviano.
- 1991: Ahmed Yasin Ghani, futbolista iraquí.
- 1991: Kiichi Tomori, futbolista japonés.
- 1992: Lefty SM, rapero mexicano (f. 2023).
- 1992: Patrik Hrošovský, futbolista eslovaco.
- 1992: Marvin Ceballos, futbolista guatemalteco.
- 1993: Filip Helander, futbolista sueco.
- 1993: Yukiya Sugita, futbolista japonés.
- 1993: Kōsuke Onose, futbolista japonés.
- 1994: Deni Hočko, futbolista montenegrino.
- 1994: Radosław Murawski, futbolista polaco.
- 1995: Guille Vallejo, futbolista español.
- 1995: Alejandro Gutiérrez Mozo, futbolista español.
- 1996: Diego Armando Montiel, futbolista argentino (f. 2021).
- 1996: Wendy Sulca, cantante peruana.
- 1996: Anastasiya Anzórova, halterófila rusa.
- 1996: Srđan Babić, futbolista serbio.
- 1996: Kieran O'Hara, futbolista británico-inglés.
- 1996: Andrea Compagno, futbolista italiano.
- 1997: Jill Roord, futbolista neerlandesa.
- 1997: Antonio Sánchez Navarro, futbolista español.
- 1997: Aarón Martín, futbolista español.
- 1997: Louis Delétraz, piloto de automovilismo suizo.
- 1997: Matt Haarms, baloncestista neerlandés.
- 1998: Javiera Toro Ibarra, futbolista chilena.
- 1998: August Erlingmark, futbolista sueco.
- 1998: Solomon Young, baloncestista estadounidense.
- 1998: Nahuel Amichetti, baloncestista argentino-uruguayo.
- 1998: David Raum, futbolista alemán.
- 1999: Álex Collado, futbolista español.
- 1999: Taiki Watanabe, futbolista japonés.
- 1999: Charlotte Voll, futbolista alemana.
- 1999: Niamh Emerson, atleta británica.
- 1999: Raffaele Serio, remero italiano.
- 2000: Diego Alderete, baloncestista español.
- 2000: Facundo Enriques, futbolista argentino.
- 2000: William Tidball, ciclista británico.
- 2000: Asier Martínez, atleta español.
- 2000: Franco Israel, futbolista uruguayo.
- 2000: Bilal Hussein, futbolista sueco.
- 2000: Rashee Rice, jugador de fútbol americano estadounidense.
- 2000: Logan Hall, jugador de fútbol americano estadounidense.
- 2001: Martin Minchev, futbolista búlgaro.
- 2002: Aria Yousefi, futbolista iraní.
- 2002: Carlos Martín Domínguez, futbolista español.
- 2002: Mario Soriano, futbolista español.
- 2002: Yuji Yoshida, futbolista japonés.

## Fallecimientos
- 296: Cayo, papa entre 283 y 296 (n. ¿?).
- 536: Agapito I, papa entre 535 y 536 (n. ¿?).
- 846: Wuzong, emperador chino (n. 814).
- 1616: Miguel de Cervantes, novelista, poeta, dramaturgo y soldado español (n. 1547).
- 1692: Tomás de la Cerda, aristócrata español, virrey de Nueva España (n. 1638).
- 1758: Antoine de Jussieu, botánico francés (n. 1686).
- 1778: James Hargreaves, tejedor y carpintero británico, inventor de la hiladora jenny (n. 1720).
- 1806: Pierre Charles Silvestre de Villeneuve, almirante francés en la batalla de Trafalgar (n. 1763).
- 1827: Thomas Rowlandson, pintor británico (n. 1756).
- 1830: Miguel Domínguez, político y abogado mexicano (n. 1756).
- 1833: Richard Trevithick, inventor británico (n. 1771).
- 1840: Luis Fernández de Córdova, militar, político y diplomático español (n. 1798).
- 1854: Nicolás Bravo, político e insurgente mexicano, presidente de México en 1839, entre 1842 y 1843 y en 1846 (n. 1786).
- 1867: Aleksandr Petrov, ajedrecista ruso (n. 1794).
- 1871: Martín Carrera, político y militar mexicano, presidente de México en 1855 (n. 1806).
- 1892: Édouard Lalo, violinista y compositor francés (n. 1823).
- 1925: André Caplet, director de orquesta y compositor francés (n. 1878).
- 1929: Ödön Mihalovich, compositor y educador musical húngaro (f. 1842).
- 1930: Jeppe Aakjaer, escritor danés (n. 1866).
- 1942: Fritz Platten, socialista suizo (n. 1883).
- 1944: Hippolyte Aucouturier, ciclista francés (n. 1876).
- 1945: Käthe Kollwitz, grabadora, pintora y escultora alemana (n. 1867).
- 1957: Roy Campbell, poeta sudafricano (n. 1901).
- 1962: Alberto Colunga, sacerdote dominico español (n. 1879).
- 1977: Raúl Ferrero Rebagliati, jurista y político peruano (n. 1911).
- 1977: Rodolfo Salerno, actor argentino (n. 1929).
- 1977: Edward van Dijck, ciclista belga (n. 1918).
- 1978: Varvara Miasnikova, actriz soviética (n. 1900).
- 1983: Earl Hines, pianista estadounidense de jazz (n. 1903).
- 1984: Ansel Adams, fotógrafo estadounidense (n. 1902).
- 1986: Mircea Eliade, filósofo, historiador de las religiones, y novelista rumano (n. 1907).
- 1987: Dimitris Papaditsas, poeta y médico griego (n. 1922).
- 1990: Lita Landi, cantante y actriz argentina (n. 1922).
- 1992: Walther Haage, botánico y horticultor alemán (n. 1889).
- 1994: Richard Nixon, político estadounidense, presidente de Estados Unidos entre 1969 y 1974 (n. 1913).
- 1994: Poli Armentano, empresario y magnate del jet-set argentino (n. 1956)
- 1996: Hernán Benítez, sacerdote católico argentino, asesor de Evita Perón (n. 1907).
- 1996: Jorge Teillier, poeta chileno (n. 1935).
- 1999: Munir Ahmad Khan, ingeniero nuclear paquistaní (n. 1926).
- 2003: James H. Critchfield, oficial de la CIA estadounidense (n. 1917).
- 2003: Maria Wine, traductora, poetisa y escritora sueca de origen danés (n. 1912).
- 2004: Pat Tillman, jugador estadounidense de fútbol americano (n. 1976).
- 2005: Philip Morrison, físico estadounidense (n. 1915).
- 2006: Enriqueta Harris, historiadora del arte y escritora británica (n. 1910).
- 2006: Alida Valli, actriz italiana (n. 1921).
- 2007: Guillermo Castellanos, piloto de automovilismo argentino (n. 1966).
- 2007: Francisco Rodríguez Pascual, antropólogo y humanista (n. 1927).
- 2010: Emilio Walter Álvarez, futbolista uruguayo (n. 1939).
- 2010: Lina Marulanda, modelo, presentadora y empresaria colombiana (n. 1980).
- 2011: Carlos Monden, actor chileno (n. 1937).
- 2013: Richie Havens, cantante y guitarrista de folk estadounidense (n. 1941).
- 2013: Campo Elías Terán, periodista y político colombiano (n. 1949).
- 2013: Pajarito Zaguri, cantautor y guitarrista argentino (n. 1941).
- 2016: Isabelle Dinoire, modista francesa (n. 1967).
- 2016: Alicia Zendejas, escritora, crítica literaria, ensayista, poeta y gestora cultural mexicana (n. 1928).
- 2019: Lê Đức Anh, militar y político vietnamita, presidente de Vietnam entre 1992 y 1997 (n. 1920).
- 2020: Shirley Knight, actriz de teatro, cine y televisión estadounidense (n. 1936).
- 2020: Marcos Mundstock, cómico y músico argentino, del grupo Les Luthiers (n. 1942).
- 2021: Selma Gürbüz, escultora turca (n. 1960).

## Celebraciones
- Día de la Tierra.[3]
También conocido como Día Internacional de la Madre Tierra.

- Día Mundial de las Disquerías, Día Mundial de las Tiendas de Discos ó Record Store Day.

Ancestrales
- Babilonia: festival de Ishtar, diosa babilónica.

Meteorología
- Lluvia de meteoros: fecha de actividad máxima de la lluvia de Líridas.

 Por países
(Por orden alfabético)
- Argentina: 
  - Día del Trabajador de la Construcción.[4][5]
    -  Misiones: 
      - Aniversario de la Liga Posadeña de Fútbol.[6]
Fundación: 22 de abril de 1934 (91 años).

### Santoral católico
- San Cayo. papa (s. III).[7]
- San Sotero.[7]
- Santa María Virgen, Madre de la Compañía de Jesús.[7]
- San Maryahb (s. IV).[7]
- San Teodoro de Siceone (s. VII).[7]
- Santa Senorina (s. X).[7]
- Beato Francisco Venimbeni (s. XIV).[7]
- San Leónidas de Alejandría (s. III).[7]
- San León de Sens (s. VI).[7]
- Santa Oportuna (s. VIII).[7]
- San Acépsimas.[7]
- San Agapito I papa (s. VI).[7]
- San Parmenio.[7]
- San Miles.[7]
- San Elimenas.[7]
- San Crisótelo.[7]
- San Bicor.[7]
- San Aitala.[7]

 Por países
(Por orden alfabético)
- España: 
  - Provincia de Alicante, Alcoy: 
    - Día de las entradas de Moros y Cristianos, fiestas en honor a su patrón San Jorge; declarada de Interés Turístico Internacional.